# Tshimbi
Tshimbi är en flod i Kongo-Kinshasa, ett biflöde till Itimbiri. Det rinner genom provinserna Bas-Uele och Mongala, i den norra delen av landet, 1 200 km nordost om huvudstaden Kinshasa.